# Aeroporto de Vilhena
O Aeroporto de Vilhena – Brigadeiro Camarão (IATA: BVH, ICAO: SBVH) serve a cidade de Vilhena e a região do Cone Sul do Estado de Rondônia e o  Noroeste do Estado do Mato Grosso. É o 4º aeroporto mais movimentado de Rondônia, conta com dois voos semanais da Azul Linhas Aéreas para Campinas, São Paulo.
Localizado a 5 km do centro do centro urbano vilhenense, serve de acesso ao aeroporto a BR 174 sentido ao município de Juína - MT. Desde o início de 2017 o aeroporto passou a ser administrado pelo Departamento de Estradas de Rodagem de Rondônia (DER-RO).
Pela sua localização geográfica, Vilhena é considerada um ponto estratégico para a aviação brasileira. Atendida por voos civis e militares diários, a cidade possui um dos poucos aeroportos do Estado de Rondônia, com capacidade para receber aeronaves de grande porte. O aeroporto também possui um DTCEA-VH (Destacamento de Controle do Espaço Aéreo de Vilhena) do comando da Aeronáutica, CINDACTA IV, subordinado ao Ministério da Defesa.
Foi servido pelas companhias aéreas Vasp, TABA, Pantanal Linhas Aéreas, BR Central, Rico Linhas Aéreas, Cruiser Linhas Aéreas, TAM e TRIP Linhas Aéreas.  Atualmente é servida  com voos diários da Azul Linhas Aéreas.
Dentro do sitio aeroportuário está construído o pátio de estacionamento  de aeronaves da FAB ao qual servirá como base aérea.

## Navegação Aérea
Os serviços de navegação aérea são prestados pelo COMAER IV subordinado ao CINDACTA IV. Com profissionais que atuam como: Operadores de Estações Aeronáutica, Técnicos em Informações Aeronáuticas, Profissionais de Meteorologia, Profissionais de Serviços Aeroportuários e Profissionais de Engenharia e Manutenção.

## Infraestrutura
O Aeroporto de Vilhena possui uma área aeroportuária de 202,56 ha. Possui uma pista de dimensões internacionais, com 2.600 metros de comprimento por 30 metros de largura (cabeceiras 03 e 21) PCN 30/F/A/X/T. Pátio de estacionamento de aeronaves com 17.765 m². Taxiway de 185 x 18,2. Sua altitude é de 615 metros (2018 pés). O Terminal de passageiros tem uma área de 500 m². O saguão tem cerca de 100 m2 – 10x10). Estacionamento com 3.200 m².

## Base aérea de Vilhena
Preocupado em fechar a fronteira oeste do País para tentar reduzir as invasões no espaço aéreo brasileiro, principalmente por aviões usados pelo narcotráfico, a Aeronáutica aprovou a construção de mais duas bases aéreas na Região Amazônica, em Eirunepé (AM) e Vilhena (RO). Com essas duas bases, a Força Aérea Brasileira (FAB) fecha o arco de proteção das fronteiras com a Colômbia, Peru e Bolívia, três grandes preocupações do governo. As cidades que foram escolhidas pela FAB na Amazônia para a construção das novas unidades usaram pelo menos dois critérios: a proximidade estratégica com a fronteira seca oeste e a existência de instalações do Sistema de Vigilância da Amazônia (SIVAM). O governo entende que, embora essas medidas não eliminem completamente o tráfico de drogas na Região Amazônica, as novas bases aéreas servirão como elemento de dissuasão.

## Sistema de Vigilância da Amazônia (SIVAM)

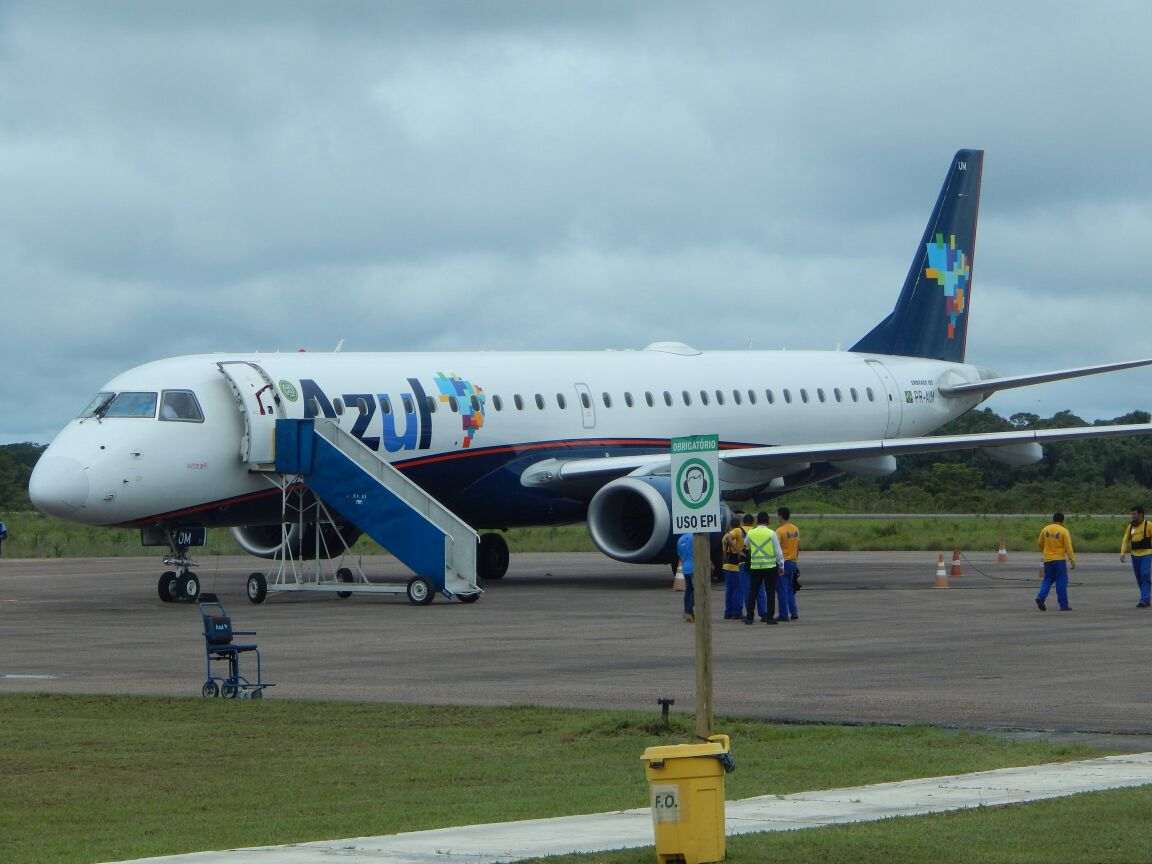
Aeroporto de Vilhena

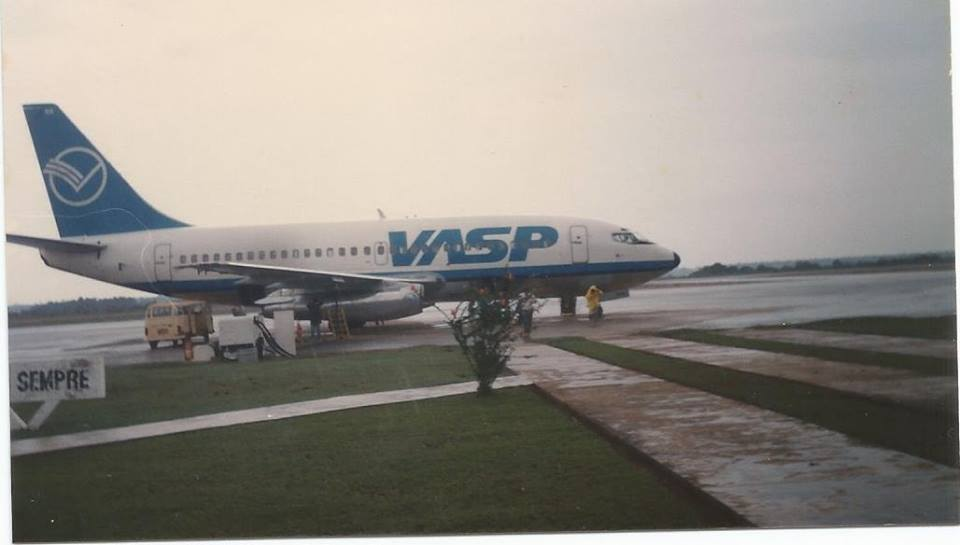
VASP em Vilhena

O Sistema de Vigilância da Amazônia, ou SIVAM, é um projeto elaborado pelos órgãos de defesa do Brasil, com a finalidade de monitorar o espaço aéreo da Amazônia. Conta com uma parte civil, o Sistema de Proteção da Amazônia, ou SIPAM.
Este projeto visa atender a um antigo anseio das forças armadas, cujo desejo era a presença das forças armadas brasileiras na Amazônia, com a finalidade de fazer frente às manifestações de líderes internacionais contra os direitos do povo brasileiro sobre esta região. Os sucessivos projetos de internacionalização da Amazônia fortaleceram esta percepção de ameaça sobre a soberania territorial da Amazônia Brasileira.

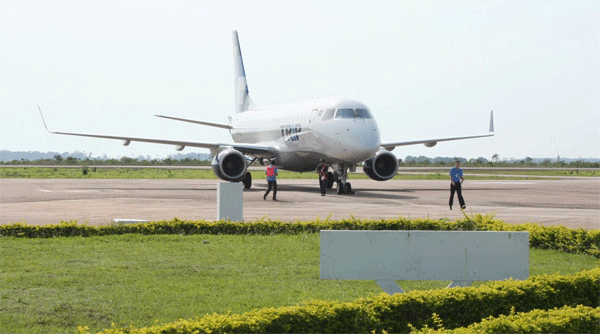
E175 da TRIP

Para fazer frente a este tipo de ameaça, as Forças Armadas, juntamente com pesquisadores civis da região Amazônica, propuseram a construção de uma ampla infraestrutura de apoio à vigilância aérea e comunicação na região amazônica. Como parte do projeto SIVAM, foi construída a infraestrutura necessária para suportar a fixação de enormes antenas de radar, sistemas de comunicação, bem como de modernas aparelhagens eletrônicas. Também faz parte desta infraestrutura a integração com o satélite brasileiro de sensoriamento remoto, que permite fiscalizar o desmatamento na Amazônia.

## Serviços
O aeroporto conta com: 2 empresas de locação de automóveis, 1 agência de viagens, 1 restaurante, 1 lanchonete e serviço de Taxi.

## Aeronaves que operaram no aeroporto
Aeronaves que já operaram com voos comerciais: EMB 110, EMB
120 , FOKKER 50, Fokker
100, BA 46, Caravan
208, LET
410, ATR
42 500, ATR
72 600, Boeing
737 200 e Embraer
195
E1.

## Incidentes
Em 21 de janeiro de 1988, um avião EMB 110 Bandeirantes da TABA - Transportes Aéreos da Bacia Amazônica, caiu a cerca de 10 km do aeroporto, enquanto realizava a aproximação para o pouso no Aeroporto de Vilhena. Todos os 11 passageiros e 2 tripulantes sobreviveram.

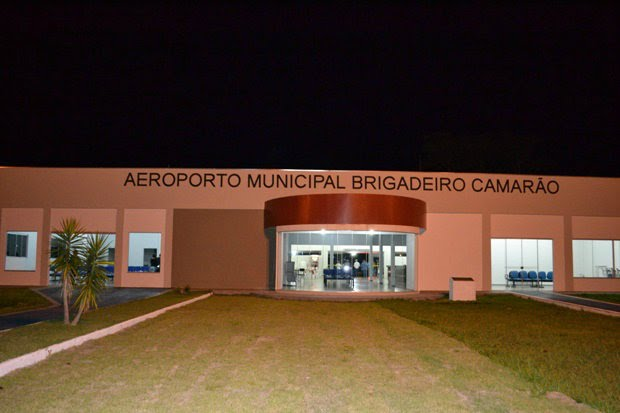
Aeroporto de Vilhena

No dia 3 de março de 1997, durante a aproximação para o pouso do voo 126 da Pantanal Linhas Aéreas, que havia decolado de Campo Grande (MS), às 22h42 do dia 2, com destino a Vilhena, bateu nas copas das árvores do pomar da chácara Nova Estrela, a 3,5 km da cabeceira da pista e pegou fogo após um pouso de emergência num pasto. Estavam a bordo 16 pessoas, sendo 13 passageiros e 3 tripulantes. Todos sobreviveram. O acidente com o Embraer 120, fabricado em 1993, ocorreu às 0h42 e foi totalmente destruído pelo fogo. Segundo a Infraero, a visibilidade era ruim na hora do acidente. Os feridos foram encaminhados ao hospital Regional de Vilhena, onde receberam atendimento e foram liberados em seguida.

## Movimento
| Ano  |  | Passageiros |
| 2024 |  | 19.856      |
| 2023 |  | 36.926      |
| 2022 |  | 55.291      |
| 2021 |  | 36.024      |
| 2020 |  | 8.902       |
| 2019 |  | 38.351      |
| 2018 |  | 38.622      |
| 2017 |  | 33.470      |
| 2016 |  | 33.420      |
| 2015 |  | 43.390      |
| 2014 |  | 47.296      |
| 2013 |  | 35.053      |
| 2012 |  | 29.810      |
| 2011 |  | 34.605      |
| 2010 |  | 30.667      |
| 2009 |  | 45.834      |
| 2008 |  | 35.660      |
| 2007 |  | 23.273      |
| 2006 |  | 10.215      |
| 2005 |  | 8.621       |
| 2004 |  | 905         |
| 2003 |  | Sem dados   |
| 2002 |  | Sem dados   |
| 2001 |  | 11.114      |
| 2000 |  | 24.410      |

### Principais origens e destinos
Segundo dados do Anuário de Transporte Aéreo, as principais origens e destinos de voos chegando e partindo de Vilhena foram:
| Rank | Cidade                | Passageiros |
| ---- | --------------------- | ----------- |
| 1    | Cuiabá, Mato Grosso   | 299.382     |
| 2    | Ji-Paraná, Rondônia   | 21.993      |
| 3    | Porto Velho, Rondônia | 8.892       |

| Rank | Cidade                | Passageiros |
| ---- | --------------------- | ----------- |
| 1    | Cuiabá, Mato Grosso   | 310.240     |
| 2    | Ji-Paraná, Rondônia   | 21.202      |
| 3    | Porto Velho, Rondônia | 8.548       |